# B-Daman Crossfire
B-Daman Crossfire (クロスファイトビーダマン?, Kurosu Faito Bīdaman) è il primo anime della serie B-Daman Fight e in assoluto la settima della serie B-Daman. In Giappone, l'anime è andato in onda a partire dal 2 ottobre 2011 su TV Tokyo mentre in Italia è stato trasmesso da K2 dal settembre del 2013.
La seconda stagione, B-Daman Fireblast, ha debuttato in Giappone il 19 ottobre 2012 al 29 settembre 2013, mentre in Italia è stata trasmessa in anteprima su K2 il 1º giugno 2014 per poi riprendere dal 13 settembre dello stesso anno.

## Trama

Il protagonista Riki Ryugasaki con in mano il suo B-Daman Thunder Dracyan

La storia ruota attorno ad un ragazzo di nome Riki Ryugasaki che trova per caso un B-Daman. Riki scopre che dentro di esso vive un drago il quale si manifesta durante le battaglie. Inizia così l'avventura che lo porta a scontrarsi con i più forti combattenti di B-Daman.

### Personaggi principali
Riki Ryugasaki (龍ヶ崎 カケル?, Ryugasaki Kakeru)
Doppiato da: Momoko Ohara (ed. giapponese), Leonardo Caneva (ed. italiana)
Samuru Shigami (白銀 スバル?, Shirogane Subaru)
Doppiato da: Sachi Kokuryu (ed. giapponese), Alessio Puccio (ed. italiana)
Kaito Samejima (鮫島 カイト?, Samejima Kaito)
Doppiato da: Meguru Takahashi (ed. giapponese), ? (ed. italiana)
Novu Moru (焔 ナオヤ?, Homura Naoya)
Doppiato da: Chihiro Suzuki (ed. giapponese), Jacopo Castagna (ed. italiana)
Basara Kurochi (黒渕 バサラ?, Kurofuchi Basara)
Doppiato da: Shinnosuke Tachibana (ed. giapponese), ? (ed. italiana)
Rudy Sumeragi (皇 リュウジ?, Sumeragi Ryuuji)
Doppiato da: Yūko Sanpei (ed. giapponese), ? (ed. italiana)
Dravise (ドラヴ?, Doravaisu)
Doppiato da: Ryota Takeuchi (ed. giapponese), ? (ed. italiana)
Dracyan (ドラシアン?, Dorashian)
Doppiato da: Kentarō Itō (ed. giapponese), Francesco Meoni (ed. italiana)
Drazeros (ドラゼロス?, Dorazerosu)
Doppiato da: ? (ed. giapponese), ? (ed. italiana)
Dragold (ドラゴルド?, Doragorudo)
Doppiato da: ? (ed. giapponese), ? (ed. italiana)

## Episodi
| Nº | Titolo italiano Giapponese 「Kanji」 - Rōmaji | In onda                             | In onda           |
| Nº | Titolo italiano Giapponese 「Kanji」 - Rōmaji | Giapponese                          | Italiano          |
| 1  | Hai detto... B-Daman? 「これがビーダマン！？」 - Kore ga bīdaman!?「これがクロスファイト！？」 - Kore ga kurosu faito!?                                          | 2 ottobre 2011 9 ottobre 2011       | 23 settembre 2013 |
| 2  | La prima vittoria 「あいつがチャンピオン！？」 - Aitsu ga chanpion!?「え？ファーストレコード！？」 - E? Fāsuto rekōdo!?                                          | 16 ottobre 2011 23 ottobre 2011     | 24 settembre 2013 |
| 3  | Il segreto di Riki 「ほえろ Ｂ－アニマル！」 - Hoero B-animaru!「きめろトリプルショット！！！」 - Kimero toripuru shotto!!!                                      | 30 ottobre 2011 6 novembre 2011     | 25 settembre 2013 |
| 4  | Est contro Ovest 「ＧＯ！ ウェストシティ！！」 - GO! Uesutoshiti!!「３・・・２・・・１、クロスタッグファイト！」 - 3 2 1, Kurosutaggu faito!                     | 13 novembre 2011 20 novembre 2011   | 26 settembre 2013 |
| 5  | Il re della foresta 「その名はレオージャ！」 - Sononaha reōja!「うなれブレイクショット！」 - Unare bureiku shotto!                                               | 27 novembre 2011 4 dicembre 2011    | 27 settembre 2013 |
| 6  | Un nucleo speciale 「いくぞ！メタルアクセル！！」 - Iku zo! Metaruakuseru!!「いけ！Ｗスーパーショット！！」 - Ike! W sūpā shotto!!                               | 11 dicembre 2011 18 dicembre 2011   | 30 settembre 2013 |
| 7  | Un incontro inaspettato 「誰だ？ 謎のレッドドラゴン使い…」 - Dareda? Nazo no reddo doragon tsukai…「え！？アイツが転校生？」 - E!? Aitsu ga tenkōsei?            | 25 dicembre 2011 8 gennaio 2012     | 1º ottobre 2013   |
| 8  | Draghi e intrighi 「龍虎合体 パーフェクト＝ドラグレン！」 - Ryū Tora Gattai Pāfekuto = Doraguren!「最強のコントロールタイプ・・・」 - Saikyō no kontorōru taipu? | 15 gennaio 2012 22 gennaio 2012     | 2 ottobre 2013    |
| 9  | I piani di Novu 「これがブレイクボンバー！？」 - Kore ga Bureikubonbā!?「イースト ＶＳ ウェスト！」 - Īsuto VS Wesuto!                                           | 29 gennaio 2012 5 febbraio 2012     | 3 ottobre 2013    |
| 10 | Mistero sull'isola 「楽しいビーダキャンプ！」 - Tanoshii Bīdakyanpu!「赤き龍の正体！」 - Akaki ryū no shōtai!                                                    | 12 febbraio 2012 19 febbraio 2012   | 4 ottobre 2013    |
| 11 | La sfida decisiva 「友情のブレイクボンバー！」 - Yūjō no Bureikubonbā!「無敵のドラゴンタッグ！！」 - Muteki no doragon taggu!!                                   | 26 febbraio 2012 4 marzo 2012       | 7 ottobre 2013    |
| 12 | Sfida a eliminazione 「誰だ？イーストチャンピオン！」 - Dare da? Īsuto chanpion!「３、２、１…Ｂ-ファイナル！」 - 3, 2, 1... B-Fainaru!                           | 11 marzo 2012 18 marzo 2012         | 8 ottobre 2013    |
| 13 | Lo sconosciuto misterioso 「開催！統一チャンピオン決定戦/」 - Kaisai! Tōitsu chanpion kettei sen「激闘の果てに…」 - Gekitō no hate ni...                         | 25 marzo 2012 1º aprile 2012        | 9 ottobre 2013    |
| 14 | Crossfire serie GP 「え？まさかクロスファイトが！」 - E? Masaka kurosu faito ga!「新たな開幕！ビーダマン戦国時代」 - Arata na kaimaku! Bīdaman sengoku jidai     | 8 aprile 2012 15 aprile 2012        | 10 ottobre 2013   |
| 15 | Temibili esordienti 「比類なきジャッカー！」 - Hirui Naki Jakkā!「激闘！イーストGP」 - Gekitō! Īsuto GP                                                          | 22 aprile 2012 29 aprile 2012       | 11 ottobre 2013   |
| 16 | Torneo allievi 「集まれ！未来のビーダーたち」 - Atsumare! Mirai no Bīdā Tachi「アスカと勝負!!ブレイクボンバー」 - Asuka to shōbu!! Bureikubonbā                  | 6 maggio 2012 13 maggio 2012        | 14 ottobre 2013   |
| 17 | Un nuovo arrivo 「ボンバー！勝つのはどっちだ!?」 - Bāsuto! Wesuto GP Kaimaku「ボンバー！勝つのはどっちだ!?」 - Bonbā! Katsu no ha docchi da!?                    | 20 maggio 2012 27 maggio 2012       | 15 ottobre 2013   |
| 18 | Battaglia nella tormenta 「ブリザードの決闘…」 - Burizādo no Kettō...「雪の夜の対決！ジャッカーVSドラゼロス」 - Yuki no yoru no taiketsu! Jakkā VS Dorazerosu    | 3 giugno 2012 10 giugno 2012        | 16 ottobre 2013   |
| 19 | Il mistero delle rovine 「遺跡の中はミステリー…」 - Iseki no naka ha misuterī...「伝説のドラゴンタイプ！」 - Densetsu no doragon taipu!                          | 17 giugno 2012 24 giugno 2012       | 17 ottobre 2013   |
| 20 | Mosse speciali 「ドラゴルド参戦！ノースGP」 - Doragorudo Sansen! nōsu GP「戦慄！ゴールドドラゴンの力」 - Senritsu! Gōrudo doragon no chikara                     | 1º luglio 2012 8 luglio 2012        | 18 ottobre 2013   |
| 21 | Sfida senza fine 「打倒！スマッシュ・ドラゴルド」 - Datō! Sumasshu Doragorudo「絆のダブル・ショット!!」 - Kizuna no daburu shotto!!                              | 15 luglio 2012 22 luglio 2012       | 21 ottobre 2013   |
| 22 | Il prescelto 「追え！謎の秘境ビーダマン」 - Oe! Nazo no hikyō Bīdaman「ミステリー！超古代ビーダマンの謎」 - Misuterī! Chō kodai Bīdaman no nazo                  | 29 luglio 2012 5 agosto 2012        | 22 ottobre 2013   |
| 23 | Il sacrificio di Samuru 「必殺のドラゴニック・ハンマー！」 - Hissatsu no doragonikku hanmā!「聖ナルチカラが呼ぶ奇跡」 - Hijiri Naruchikara ga yobu kiseki        | 12 agosto 2012 19 agosto 2012       | 23 ottobre 2013   |
| 24 | Sfida fatale! 「ヒートアップ！リュウジ暴走!!」 - Hītoappu! Ryūji Bōsō!!「激ファイト！ナオヤVSリュウジ」 - Geki faito! Naoya VS Ryūji                             | 26 agosto 2012 2 settembre 2012     | 24 ottobre 2013   |
| 25 | La riscossa 「完全なる龍王！」 - Kanzen naru Ryūō!「真っ向勝負！ドラシアンVSドラグレン!!」 - Makkō shōbu! Dorashian VS Doraguren!!                               | 9 settembre 2012 16 settembre 2012  | 25 ottobre 2013   |
| 26 | L'ultima battaglia! 「いくぞ！ ファイナルマッチ」 - Iku zo! Fainaru matchi「決着！クロスファイト新世紀」 - Ketchaku! Kurosufaito shinseki                        | 23 settembre 2012 30 settembre 2012 | 28 ottobre 2013   |

## Colonna sonora
Sigle giapponesi
- Truth di Rin (sigla d'apertura)
- Kana Tsubasa -Tsubasa- no Yukue (片翼-ツバサ-の行方?) di Rin (sigla di chiusura)

Sigle americane
- Victory (lett. "Vittoria") di Jovette Rivera (sigla d'apertura)
- Hope (lett. "Speranza") di Jovette Rivera (sigla di chiusura)

In Italia sono state utilizzate le sigle americane.